# مذاوب

تعديل مصدري - تعديل

تجمع مذاوب هو "تجمع بدوي" في عزلة أحور بمديرية أحور التابعة لمحافظة أبين، بلغ تعداد سكانها 41 نسمة حسب تعداد اليمن لعام 2004.